# São Pedro (Porto de Mós)
Pour les articles homonymes, voir São Pedro.
São Pedro est une freguesia portugaise située dans le District de Leiria.
Avec une superficie de 14,98 km2 et une population de 2 919 habitants (2001), la paroisse possède une densité de 194,9 hab/km2.